# 巴隆郡政府
巴隆郡（英語：Shire of Balonne）是澳大利亞昆士蘭州南部的地方政府，距離東海岸約500公里，轄境有31,119平方公里。
年度地方盛事包括：
- 釣魚大賽；
- 高爾夫嘉年華；
- 機車競賽；
- Country Shows & Rodeos
- 羊毛、工藝與花季